# Die letzten Tage (1998)
Die letzten Tage ist der Titel eines 1998 produzierten Dokumentarfilmes, der sich mit dem Thema Holocaust und der Judenverfolgung durch das NS-Regime befasst.

## Handlung
Fünf überlebende ungarische Juden des Konzentrationslagers Auschwitz-Birkenau kommen an den Ort ihres Martyriums zurück und geben dem Zuschauer in Interviews Einblick in die Unmenschlichkeit und Brutalität des Vernichtungskrieges der Nazis gegen die Juden (zu sehen bzw. zu hören sind Bill Basch, Randolph L. Braham, Alice Lok Cahana, Renée Firestone, Dario Gabbai, Tom Lantos und Irene Zisblatt). Sie wollen auch den Verbleib ihrer Verwandten klären, die von der Rampe vor ihren Augen nicht zur Zwangsarbeit ausgesucht (Selektion) wurden, und stellen daher Nachforschungen an. Es kommt auch der ehemalige KZ-Arzt Hans Münch zu Wort, der aus der Sicht eines Täters Einsicht in die grausamen Mechanismen des Holocaust gibt. Es werden auch ehemalige US-Soldaten interviewt, die an der Befreiung der Konzentrationslager beteiligt waren.
Parallel zu den Interviews werden Archivaufnahmen und Fotos aus den Ruinen der Krematorien in Auschwitz eingeblendet.

## Hintergrundinformationen
Die letzten Tage wurde in Auftrag der Survivors of the Shoah Visual History Foundation produziert, deren Vorsitzender der bekannte Regisseur Steven Spielberg ist.
Der Film feierte am 23. Oktober 1998 in Los Angeles Premiere und kam am 5. Februar 1999 in die US-amerikanischen Kinos. In Deutschland war der Film ab dem 9. März 2000 zu sehen. Allein in den USA spielte er in knapp zwei Monaten 419.762 Dollar ein.

## Auszeichnungen
Sowohl James Moll, der mit dem Film sein Regiedebüt gab, als auch Produzent Ken Lipper wurden bei der Oscarverleihung 1999 mit dem Oscar in der Kategorie „Bester Dokumentarfilm“ ausgezeichnet.
Auch wurde Moll 1999 für seinen Filmschnitt bei den Eddie Awards in der Kategorie Bester Schnitt eines Dokumentarfilms nominiert.

## Filme mit demselben Titel
- 1969: Die letzten Tage (Ostatnie dni) – Regie: Jerzy Passendorfer
- 1973: Die letzten Tage (Les dernières fiançailles) – Regie: Jean Pierre Lefebvre
- 1991: Die letzten Tage (Gli ultimi giorni) – Regie: Andrea Molaioli
- 2002–2005: Die letzten Tage – verschiedene Regisseure
- 2013: Die letzten Tage (Los últimos días) – Regie: David Pastor, Àlex Pastor